# Öppen mängd
En öppen mängd är ett topologiskt begrepp inom matematik. Informellt är en öppen mängd en mängd som inte innehåller några punkter på sin rand, dvs. den kurva eller yta som begränsar mängden är inte själv en del av mängden. Man kan ofta, men inte alltid, intuitivt tänka sig en öppen mängd som att en mängd G är öppen om det för varje element i G finns ett litet klot centrerat på elementet som också är en delmängd till G.
Den generella definitionen av en öppen mängd är helt enkelt att en öppen mängd är en mängd som tillhör topologin på rummet. En mängd vars komplement tillhör topologin kallas sluten.
Öppna mängder är grundläggande i reell och komplex analys och ingår i den mer generella definitionen av kontinuerliga funktioner. 
De förekommer ofta i samband med metriska rum som i sig är topologiska rum. Topologin definieras där utifrån metriken, och därmed också vilka mängder som är öppna.